# Độ dư vĩ

Độ dư vĩ (φ)

Trong hệ tọa độ cầu, độ dư vĩ là giá trị của góc phụ nhau đối với vĩ độ, nghĩa là nó bằng hiệu số của 90° trừ đi vĩ độ.

## Thiên văn học
Độ dư vĩ hữu ích trong thiên văn học do nó chỉ tới khoảng cách thiên đỉnh của các thiên cực. Ví dụ, tại vĩ độ 42°Bắc, sao Bắc Cực (gần với thiên cực bắc) có cao độ 42°, vì thế khoảng cách từ thiên đỉnh (điểm ở ngay phía trên đầu người quan sát) tới sao Bắc Cực bằng 90 – 42 = 48°.
Cộng thêm xích vĩ của ngôi sao vào độ dư vĩ của người quan sát sẽ cho cao độ tối đa của ngôi sao này (góc của nó từ chân trời tại đỉnh điểm). Chẳng hạn, nếu Alpha Centauri được quan sát với cao độ 72° bắc (108° nam) và xích vĩ của nó đã biết (60°Nam), thì có thể xác định độ dư vĩ của người quan sát là 108 – 60 = 48 (nghĩa là vĩ độ của người này bằng 90 – 48 = 42°Nam).
Các ngôi sao với xích vĩ vượt quá độ dư vĩ của người quan sát được gọi là quanh cực do chúng sẽ không bao giờ lặn khi được quan sát từ vĩ độ đó. Nếu xích vĩ của thiên thể là xa hơn về phía nam của thiên cầu so với giá trị của độ dư vĩ, thì nó sẽ không bao giờ quan sát được từ vị trí đó. Ví dụ, Alpha Centauri sẽ luôn luôn nhìn thấy được vào ban đêm (tất nhiên là khi trời quang mây) tại Perth (bang Tây Australia) do độ dư vĩ của người quan sát tại đây xấp xỉ 90 – 32 = 58°, và 60 thì lớn hơn 58; ngược lại, ngôi sao này sẽ không bao giờ thấy mọc tại Juneau (bang Alaska) do xích vĩ của nó là -60° là nhỏ hơn -32° (độ dư vĩ của người quan sát tại Juneau).